# Parker MacDonald
Calvin Parker MacDonald (Sydney, 14 giugno 1933 – 17 agosto 2017) è stato un allenatore di hockey su ghiaccio e hockeista su ghiaccio canadese che nel corso della carriera ha militato e allenato nella National Hockey League.

## Carriera

### Giocatore
MacDonald iniziò a giocare a hockey nella Ontario Hockey Association vestendo per tre stagioni la maglia dei Toronto Marlboros, formazione a quel tempo affiliata alla franchigia della National Hockey League dei Toronto Maple Leafs. Nel 1953 convinse la dirigenza ad offrirgli un contratto da professionista all'interno dell'organizzazione dei Leafs dividendosi fra la NHL e l'AHL con i Pittsburgh Hornets.
Dopo aver giocato quasi 70 partite a Toronto MacDonald nel 1956 si trasferì ai New York Rangers non riuscendo tuttavia ad imporsi come titolare in prima squadra. Nelle stagioni successive giocò spesso per i farm team della AHL come Providence Reds, Buffalo Bisons e Springfield Indians. Nel 1960 lasciò la squadra, tuttavia grazie a una visita medica scoprì di avere nella spalla una vite rotta lasciata dopo una precedente operazione e poté tornare a giocare senza provare più fastidio all'arto.
MacDonald si trasferì a Detroit; nelle cinque stagioni che trascorse con i Detroit Red Wings riuscì finalmente a conquistare un posto fisso in rosa e fu affiancato da futuri membri dell'Hockey Hall of Fame come Gordie Howe e Alex Delvecchio
. Dopo quasi 350 partite disputate con i Red Wings MacDonald nel 1965 giocò per alcuni mesi con i Boston Bruins, prima di ritornare nel mese di dicembre ancora una volta a Detroit.
Dopo aver vinto la seconda Calder Cup in carriera con i Pittsburgh Hornets nell'estate del 1967 durante l'NHL Expansion Draft MacDonald fu selezionato dai Minnesota North Stars. Rimase con la squadra per due anni fino al ritiro da giocatore giunto nel 1969.

### Allenatore
MacDonald esordì come allenatore nella stagione 1969-70 in Central Hockey League, mentre nelle stagioni successive fu alla guida dei Cleveland Barons e dei New Haven Nighthawks in American Hockey League.
Nella stagione 1973-74 ebbe l'opportunità di guidare i Minnesota North Stars in NHL fallendo tuttavia la qualificazione ai playoff. Dopo altre cinque stagioni a New Haven nel 1980 MacDonald ritornò su una panchina della NHL con i Los Angeles Kings dapprima come assistente, mentre nella stagione 1981-82 svolse il ruolo di capo allenatore.

## Palmarès

### Giocatore

#### Club
- Calder Cup: 2

Springfield: 1959-1960
Pittsburgh: 1966-1967

#### Individuale
- AHL Second All-Star Team: 1

1955-1956, 1959-1960

### Allenatore

#### Individuale
- Louis A. R. Pieri Memorial Award: 1

1978-1979